# مرکز آفریقایی کاربرد هواشناسی برای توسعه
مرکز آفریقایی کاربرد هواشناسی برای توسعه دفتر آب‌وهوایی آفریقا است. ستاد این سازمان در شهر نیامی پایتخت کشور نیجر در باختر آفریقا است.
این مرکز در ۱۹۸۷ (میلادی) به کمک سازمان جهانی هواشناسی و کمیسیون اقتصادی سازمان ملل متحد برای آفریقا پایه‌گذاری شد. ۵۳ کشور آفریقایی، عضو این مرکز هستند. مرکز آفریقایی کاربرد هواشناسی برای توسعه، با سازمان جهانی هواشناسی، سازمان اروپایی بهره‌برداری از ماهواره‌های هواشناسی، و مرکز اروپایی پیش‌بینی میان‌مدت وضع هوا همکاری می‌کند.